# Fernando Macho
Fernando Macho es un deportista español que compitió en remo como timonel. Ganó una medalla de bronce en el Campeonato Mundial de Remo de 1981, en la prueba de ocho con timonel ligero.

## Palmarés internacional
| Campeonato Mundial | Campeonato Mundial | Campeonato Mundial | Campeonato Mundial      |
| Año                | Lugar              | Medalla            | Prueba                  |
| ------------------ | ------------------ | ------------------ | ----------------------- |
| 1981               | Múnich (RFA)       | Medalla de bronce  | Ocho con timonel ligero |